# كيلفن ويلسون
كيلفن ويلسون (بالإنجليزية: Kelvin Wilson)‏ (3 سبتمبر 1985 بنوتنغهام في المملكة المتحدة - ) هو لاعب كرة قدم بريطاني في مركز الدفاع. لعب مع بريستون نورث إيند ونادي سلتيك ونوتس كاونتي ونوتينغهام فورست.

## وصلات خارجية
- كيلفن ويلسون على موقع قاعدة بيانات كرة القدم.إي يو (الإنجليزية)
- كيلفن ويلسون على موقع Soccerbase.com (لاعب) (الإنجليزية)
- كيلفن ويلسون على موقع Soccerway.com (الإنجليزية)
- كيلفن ويلسون على موقع عالم كرة القدم.نت (الإنجليزية)
- كيلفن ويلسون على موقع AS.com (الإسبانية)